# Chile Open 2023
Chile Open 2023, oficiálně  Movistar Chile Open 2023, byl tenisový turnaj hraný na mužském profesionálním okruhu ATP Tour v Clubu Universidad Católica en San Carlos de Apoquindo. Dvacátý pátý ročník Chile Open probíhal mezi 27. únorem až 5. březnem 2023 v chilském hlavním městě Santiagu na otevřených antukových dvorcích.
Turnaj dotovaný 718 245 dolary patřil do kategorie ATP Tour 250. Nejvýše nasazeným se stal osmnáctý hráč světa Lorenzo Musetti z Itálie. Jako poslední přímý účastník do hlavní soutěže nastoupil peruánský 94. hráč žebříčku Juan Pablo Varillas. V důsledku invaze Ruska na Ukrajinu na konci února 2022 řídící organizace tenisu ATP, WTA a ITF s grandslamy rozhodly, že ruští a běloruští tenisté mohli dále na okruzích startovat, ale do odvolání nikoli pod vlajkami Ruska a Běloruska.
Druhý singlový i antukový titul na okruhu ATP Tour vyhrál 27letý Nicolás Jarry, jenž se stal pátým chilským šampionem turnaje. Čtyřhru ovládli Italové Andrea Pellegrino s Andreou Vavassorim, kteří získali první společnou trofej.

## Rozdělení bodů a finančních odměn

### Rozdělení bodů
| Soutěž  | Soutěž      | vítězové | finalisté | semifinalisté | čtvrtfinalisté | 16 v kole | 32 v kole | Q  | Q2 | Q1 |
| ------- | ----------- | -------- | --------- | ------------- | -------------- | --------- | --------- | -- | -- | -- |
| dvouhra | [ 1 ] [ 5 ] | 250      | 150       | 90            | 45             | 20        | 0         | 12 | 6  | 0  |
| čtyřhra | [ 6 ]       | 250      | 150       | 90            | 45             | 0         | —         | —  | —  | —  |

### Finanční odměny
| Soutěž                              | Soutěž      | vítězové | finalisté | semifinalisté | čtvrtfinalisté | 16 v kole | 32 v kole | Q2      | Q1      |
| ----------------------------------- | ----------- | -------- | --------- | ------------- | -------------- | --------- | --------- | ------- | ------- |
| dvouhra                             | [ 1 ] [ 5 ] | 97 760 $ | 57 025 $  | 33 525 $      | 19 425 $       | 11 280 $  | 6 895 $   | 3 445 $ | 1 880 $ |
| čtyřhra                             | [ 6 ]       | 33 960 $ | 18 170 $  | 10 660 $      | 5 950 $        | 3 510 $   | —         | —       | —       |
| částka ve čtyřhře je uvedena na pár |             |          |           |               |                |           |           |         |         |

## Dvouhra mužů

### Nasazení
| Stát                          | Hráč                    | ATP | Nasazení |
| ----------------------------- | ----------------------- | --- | -------- |
| Itálie                        | Lorenzo Musetti         | 18. | 1.       |
| Argentina                     | Francisco Cerúndolo     | 32. | 2.       |
| Argentina                     | Sebastián Báez          | 35. | 3.       |
| Argentina                     | Diego Schwartzman       | 38. | 4.       |
| Španělsko                     | Albert Ramos-Viñolas    | 47. | 5.       |
| Srbsko                        | Laslo Djere             | 57. | 6.       |
| Argentina                     | Pedro Cachín            | 59. | 7.       |
| Španělsko                     | Bernabé Zapata Miralles | 63. | 8.       |
| Žebříček ATP k 20. únoru 2023 |                         |     |          |

### Jiné formy účasti
Následující hráčí obdrželi divokou kartu do hlavní soutěže:
- Cristian Garín
- Alejandro Tabilo
- Dominic Thiem

Následujícímu hráči byla udělena zvláštní výjimka:
- Nicolás Jarry

Následující hráči postoupili z kvalifikace:
- Riccardo Bonadio
- Juan Manuel Cerúndolo
- Yannick Hanfmann
- Camilo Ugo Carabelli

Následující hráč postoupil z kvalifikace jako šťastný poražený:
- Carlos Taberner

### Odhlášení
před zahájením turnaje
- Federico Coria → nahradil jej  Juan Pablo Varillas
- Bernabé Zapata Miralles → nahradil jej  Carlos Taberner

## Mužská čtyřhra

### Nasazení
| Stát                                                                                   | Hráč               | Stát       | Hráč                | ATP  | Nasazení |
| -------------------------------------------------------------------------------------- | ------------------ | ---------- | ------------------- | ---- | -------- |
| Argentina                                                                              | Máximo González    | Argentina  | Andrés Molteni      | 81.  | 1.       |
| Kazachstán                                                                             | Andrej Golubjev    | Kazachstán | Oleksandr Nedověsov | 112. | 2.       |
| Kolumbie                                                                               | Nicolás Barrientos | Uruguay    | Ariel Behar         | 112. | 3.       |
| Portugalsko                                                                            | Francisco Cabral   | Srbsko     | Nikola Ćaćić        | 130. | 4.       |
| Žebříček ATP k 20. únoru 2023; číslo je součtem žebříčkového postavení obou členů páru |                    |            |                     |      |          |

### Jiné formy účasti
Následující páry obdržely divokou kartu do hlavní soutěže:
- Tomás Barrios Vera /  Alejandro Tabilo
- Thiago Seyboth Wild /  Matías Soto

### Odhlášení
před zahájením turnaje
- Marco Bortolotti /  Sergio Martos Gornés → nahradili je  Sergio Martos Gornés /  Carlos Taberner
- Marcelo Demoliner /  Andrea Vavassori → nahradili je  Andrea Pellegrino /  Andrea Vavassori
- Thiago Monteiro /  Fernando Romboli → nahradili je  Luis David Martínez /  Fernando Romboli

## Přehled finále

### Mužská dvouhra
- Nicolás Jarry vs.  Tomás Martín Etcheverry, 6–7(5–7), 7–6(7–5), 6–2

### Mužská čtyřhra
- Andrea Pellegrino /  Andrea Vavassori vs.  Thiago Seyboth Wild /  Matías Soto, 6–4, 3–6, [12–10]